# Фарнам, Генри Уолкотт
 Генри Уолкотт Фарнам  (англ.  Henry Walcott Farnam ; 6 ноября 1853, Нью-Хейвен, штат Коннектикут, США — 5 сентября 1933, Нью-Хейвен, штат Коннектикут, США) — американский экономист, профессор Йельского университета, президент Американской экономической ассоциации в 1911 году.

## Биография
Генри родился 6 ноября 1853 года в Нью-Хейвене, штат Коннектикут, США в семье потомков Джона Хоуленда, который приехал из Англии на корабле «Мейфлауэр» в 1620 году. Отец, Генри Фарнам (09.11.1803—04.10.1883), был президентом Железной дороги Рок-Айленда и партнером Джозефа Шеффилда, основателя Научной школы Шеффилда при Йельском университете. Отец вышел в отставку в 1863 году. Мать - Энн Софи Уитман (1816—1904). Обучение начал в Фармингтоне, затем два года проходил обучение во Франции и четыре года в гимназиях Гейдельберга и Веймара в Германии). В 1870—1871 годах обучался в средней школе Хопкинса в Нью-Хейвене, штат Коннектикут.
В 1874 году получил степень бакалавра в Йельском колледже, а в 1876 году удостоен степени магистра в Йельской высшей школе. Затем обучение продолжил в Берлинском университете и Гёттингенском университете, а в 1878 году удостоен степени доктора в Страсбургском университете.
Вернувшись в Йельский университет, преподавал латынь в 1879—1880 годах, а в 1880 году стал профессором политэкономии в 1880—1912 годах, профессором экономики в 1912—1918 годах. Ушел в отставку эмерит-профессором в 1918 года. Работал на факультете Йельской высшей школы в 1903—1918 годах, членом совета Научной школы Шеффилда в 1881—1903 годах, президентом конференции благотворительных организаций и исправительных учреждений штата Коннектикут в 1910—1911 годах. В 1923 году удостоен почётной степени Legum Doctor в Йельском университете.
Семья
26 июня 1890 года Генри женился на Элизабет Алхэм Кингсли (21.10.1863—01.05.1951), дочери доктора Уильяма Л. Кингсли (1824—1896) из Нью-Хейвена и Ханны Луиз Апхэм Кингсли (1824 —1884), а с июля 1890 года путешествует с супругой на Дальний Восток, в Японию, Китай, Индию, Египет. У них с Элизабет родились двое дочерей: Луиза Уитмен и Кэтрин Кингсли, и сын Генри У. Фарнам (12.05.1894—17.01.1970).